# پارک ملی اردسا مونته پردیدو
پارک ملی اردسا مونته پردیدو (به اسپانیایی: Parque nacional de Ordesa y Monte Perdido) یک منطقهٔ مسکونی در اسپانیا است که در آراگون واقع شده‌است.